# Антонио Плум
Антонио Плум или Антон-Йосиф Плуим e никополски епископ през XIX в, имал честта да представи Никополската епархия на Първия Ватикански събор.

## Биография
Антон Плуим е холандец по рождение и е роден през 1808 г. Ръкоположен е за свещеник през 1832 г.
Ръкоположен за епископ в Рим на 19 октомври 1863 г. и същата година е избран за никополски епископ. Участва в работата на Първия Ватикански събор.
Папа Пий IX го провъзгласил за архиепископ и титулярен епископ на Тиана през 1869 г.
Починал е на 13 януари 1874 г. в Цариград.